# Heikki Hakola
Heikki Jalmari Hakola (ur. 11 grudnia 1929 w Lapui, zm. 29 marca 2016 tamże) – fiński zapaśnik walczący w stylu klasycznym. Olimpijczyk z Rzymu 1960, gdzie zajął czternaste miejsce w kategorii do 52 kg.
Mistrz Finlandii w 1959; drugi w 1956, w stylu wolnym. Drugi w 1957, 1958; trzeci w 1955, w stylu klasycznym.

## Letnie Igrzyska Olimpijskie 1960
| Konkurencja          | Rundy eliminacyjne    | Rundy eliminacyjne    | Klas. końcowa |
| Konkurencja          | Przeciwnik I          | Przeciwnik II         | Miejsce       |
| -------------------- | --------------------- | --------------------- | ------------- |
| 52 kg styl klasyczny | Stefan Hajduk (POL) R | Maurice Mewis (BEL) P | 14.           |